# Gekookt ei

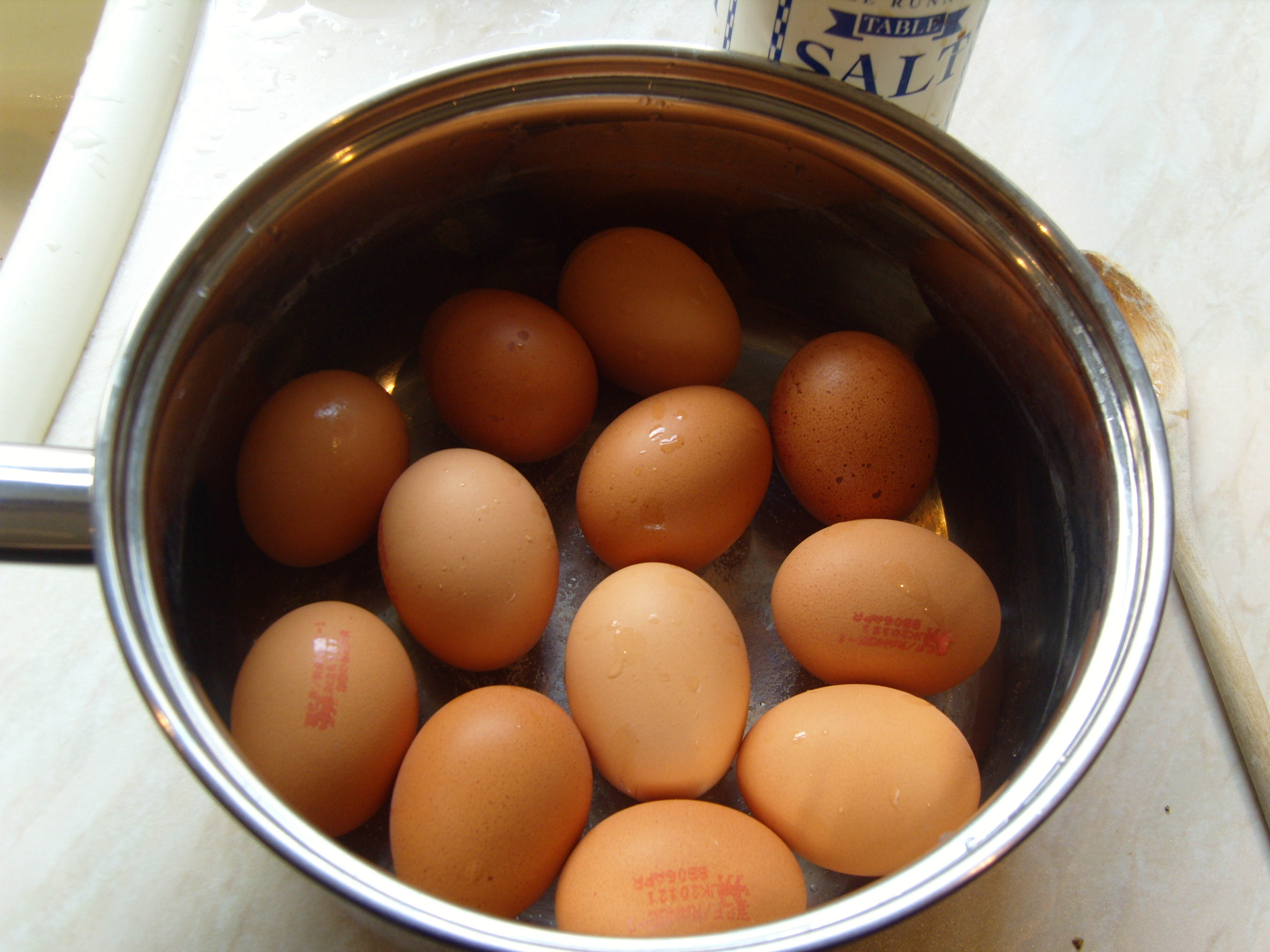
Gekookte eieren in een pan

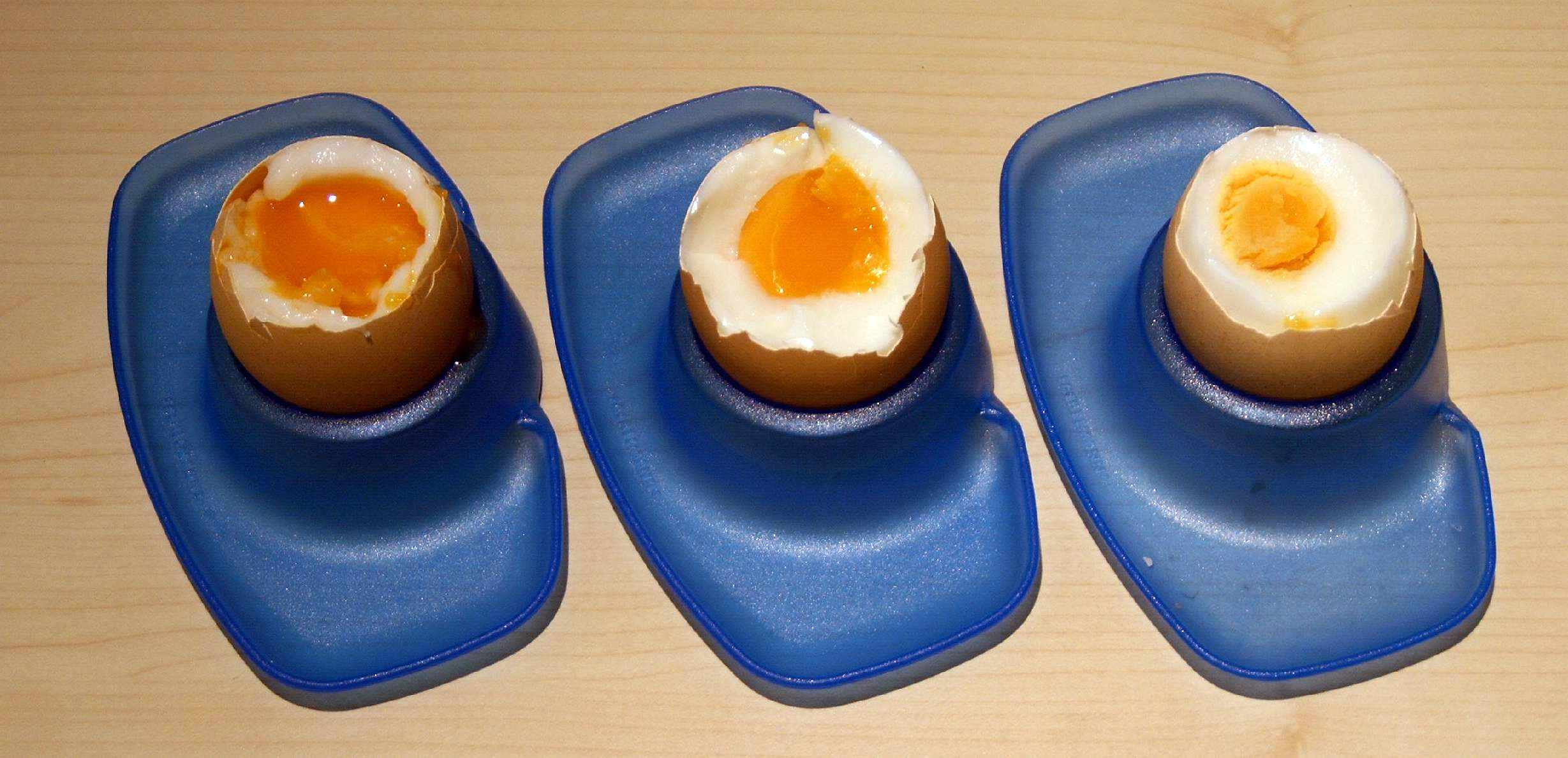
Van links naar rechts, zacht gekookt (4 min.), halfzacht (7 min.) en hardgekookt (9 min.)

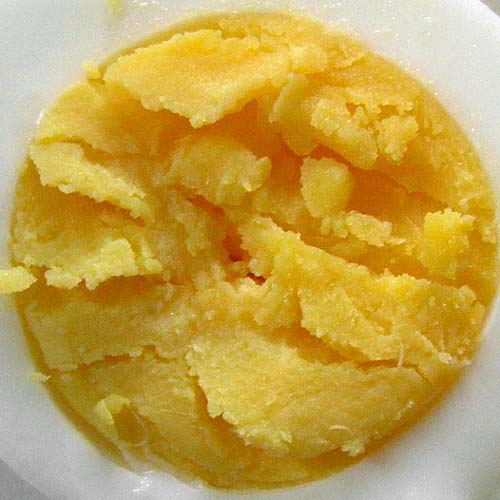
Close-up van een gekookt ei (doorsnede)

Een gekookt ei is een ei dat zonder de schaal te breken wordt gekookt in of boven kokend water. Dit in tegenstelling tot een gepocheerd ei, dat wordt gekookt zonder de schaal. Door het koken stolt het ei in de schaal. Behalve in een pan kunnen eieren ook in een eierkoker of stoomkoker worden gekookt.
Gekookte eieren worden in veel landen genuttigd bij het ontbijt of bij verschillende gerechten.

## Variaties
Eieren kunnen op verschillende manieren gekookt worden, waarbij kan worden gevarieerd naar kooktijd, kooktemperatuur, hoeveelheid water en eventuele voorbereiding en afwerking. Zo worden eieren vaak eerst op kamertemperatuur gebracht omdat een te groot verschil tussen de temperatuur van het ei en dat van het kookwater de schaal kan doen barsten. Om te voorkomen dat een ei uitloopt -wanneer het onverhoopt toch barst- kan men een scheutje azijn of zout aan het water toevoegen. Met een speciale eierprikker een klein gaatje maken aan de stompe kant van het ei kan er ook voor zorgen dat het ei niet barst. Door die open verbinding met de luchtkamer kan de uitgezette warme lucht ontsnappen. Dit is handig bij het koken met een eierkoker. Daarom wordt hierbij vaak een eierprikker meegeleverd. Het kookproces blijft doorgaan zolang het ei nog warm is, dus ook nadat het uit het kookwater is gehaald; daarom worden eieren soms direct gekoeld in koud water. Dit wordt ook wel schrikken genoemd. Een ander voordeel van het 'schrikken' is, dat het vlies om het eiwit loslaat van de schaal, waardoor het ei eenvoudiger te pellen is.

## Hard- en zachtgekookt
De meest gebruikte verdeling van gekookte eieren is die tussen zacht- en hardgekookt.
Bij een hardgekookt ei zijn zowel eiwit als eigeel gestold. Dat kan zowel door het koken als door het even af laten koelen na het koken. Deze eieren kunnen zowel warm als koud gegeten worden en zijn, mits men ze in de schaal laat zitten, tot enkele dagen na het koken houdbaar in de koelkast. Ze worden veel gebruikt in salades of op broodjes. Er bestaan verschillende manieren waarop een ei hard kan worden gekookt.
Bij zachtgekookte eieren is het eigeel en soms ook het eiwit nog deels vloeibaar. Deze eieren worden vaak geserveerd in eierdopjes en gegeten met een theelepel. Zachtgekookte eieren worden afgeraden voor mensen die vatbaar zijn voor salmonella, zoals jonge kinderen of mensen met een verzwakt immuunsysteem.

## Trivia
- Een bijzonder soort gekookt ei is een balut. Dit ei wordt voornamelijk in de Filipijnen en Vietnam gegeten. Het is een ei met een embryo van een eend, dat hard wordt gekookt.